# Avinguda de Joan XXIII
L'avinguda de Joan XXIII és una via urbana de València situada entre l'avinguda del Dr. Peset Aleixandre pel sud i l'avinguda dels Germans Machado (que forma part de la Ronda Nord de València o CV-30) pel nord.
El seu traçat és paral·lel al Camí de Montcada, i està situada a l'est del nucli antic del barri de Benicalap. Comunica el barri de Tormos (al districte de La Saïdia) al sud amb la part nord del barri de Benicalap (al districte homònim). Fins a arribar al carrer de Pedro Cabanes fa també de límit entre Benicalap a l'oest i Torrefiel (districte de Rascanya) a l'est.

## Nom
L'avinguda està dedicada al Papa Joan XXIII, de nacionalitat italiana i de nom Angelo Giuseppe Roncalli, que va ser Papa de l'Església Catòlica entre els anys 1958 i 1963. Sovint és recordat amb el sobrenom d'El Papa Bo (Il Papa Buono en italià) i va buscar la manera d'obrir l'Església als temps moderns.

## Història
Durant les últimes dècades del segle XX va ser solament un carrer que naixia a la Ronda de Trànsits (concretament a l'avinguda del Dr. Peset Aleixandre) i feia de límit entre els barris de Benicalap i Torrefiel, però durant la dècada dels anys 90 va ser ampliat fins a la nova ronda que s'estava construint al nord de la ciutat.
Fins que l'avinguda dels Germans Machado no va ser connectada a l'autovia CV-30 durant la primera dècada del segle xxi, l'avinguda Joan XXIII era una de les poques connexions que comunicava la nova Ronda Nord de València amb la vella Ronda de Trànsits.
L'entorn de l'avinguda és d'ús principalment residencial i es pot diferenciar fàcilment entre la zona sud amb edificis de la segona meitat del segle XX i la zona nord amb edificis de nova construcció. Disposa d'un centre de salut de recent construcció anomenat de Benicalap Sud a mig camí entre ambdues zones.